# Trivia no Izumi
Trivia no Izumi (jap. トリビアの泉, Toribia no izumi, dt. „Quelle der Trivia“) ist eine japanische Fernsehsendung. 

## Entstehung und Ausstrahlung
Anfang 2003 zunächst als nächtliche Low-Budget-Sendung gestartet, läuft Trivia no Izumi seit Herbst 2003 jeden Mittwoch zur Golden Time von 21 bis 22 Uhr auf dem japanischen Fernsehsender Fuji TV.

## Ablauf
In der Sendung werden zehn bis zwölf Trivia, die von Zuschauern eingesandt wurden, in Videobeiträgen vorgestellt. Dabei handelt es sich meistens um unbekannte Aspekte der japanischen Geschichte, Anekdoten über berühmte Japaner oder Fragen zu Animes und anderen Fernsehserien.
Die Beiträge werden anschließend von fünf Studiogästen mit „Überraschungspunkten“ bewertet. Die Anzahl der Überraschungspunkte (maximal 100) multipliziert mit 100 Yen ist auch die Entlohnung für die Einsender.

## Trivia aus der Sendung, die mit Deutschland zu tun haben
Auch internationale Trivia kommen vor. Hier einige der bisherigen Trivia, die mit Deutschland zu tun hatten:
- Die Begründer der beiden internationalen Sportkonzerne Adidas und Puma kommen aus derselben Stadt und sind Brüder.
- Oliver Kahn hat einmal ein Tor mit der Hand erzielt (das nicht gegeben wurde).
- Der Nachname von Johann Sebastian Bach heißt auf Japanisch übersetzt Ogawa (ein besonders gewöhnlicher Nachname, vergleichbar mit Schmidt, während das deutsche Wort „Bach“ für Japaner unwiderruflich mit dem Komponisten verbunden ist).

## Internationale Verbreitung
Unter dem Titel Hey! Spring of Trivia wurden von November 2004 bis Mai 2005 26 japanische Originalfolgen vom US-amerikanischen Kabelsender Spike TV englisch synchronisiert ausgestrahlt. Zuschauerberichten zufolge wurden dabei allerdings zusätzliche, auf das amerikanische Publikum zugeschnittene Gags eingefügt.